# جيف نورتن
جيف نورتن (بالإنجليزية: Jeff Norton)‏ هو لاعب هوكي الجليد أمريكي، ولد في 25 نوفمبر 1965 في أرلينغتون ‏ في الولايات المتحدة.

## وصلات خارجية
- جيف نورتن على موقع دوري الهوكي الوطني (الإنجليزية)
- جيف نورتن على موقع قاعة مشاهير الهوكي (لاعب أن.إتش.أل) (الإنجليزية)
- جيف نورتن على موقع EliteProspects.com (الإنجليزية)
- جيف نورتن على موقع HockeyDB.com (الإنجليزية)
- جيف نورتن على موقع Hockey-Reference.com (الإنجليزية)
- جيف نورتن على موقع أوليمبيديا (الإنجليزية)